# Милка, Анатолий Дмитриевич
Анатолий Дмитриевич Милка (23 октября 1937, Мариуполь — 29 сентября 2017, Харьков) — советский украинский геометр.
Основное направление научной деятельности связано с внутренней и внешней геометрией выпуклых поверхностей.

## Биография
В 1955 окончил школу в Иловайске, Донецкая область и поступил на физико-математический факультет Славянского педагогического института.
На третьем курсе переводится на механико-математический факультет Харьковского университета.
Его руководителем становится Алексей Васильевич Погорелов.
Окончив университет в 1962, Анатолий Дмитриевич продолжает работать под руководством Погорелова в Физико-техническом институте низких температур.
В 1966 году защищает кандидатскую диссертацию.
В 1982 году защищает докторскую диссертацию.
В 1989 году ему присваивается звание профессора на кафедре геометрии Харьковского национального университета.

## Вклад
- Получен контрпример к одной из версий гипотезы Погорелова о спрямляемости сферического образа кратчайшей на выпуклой поверхности.
- Первым начал изучение многомерных александровских пространств неположительной кривизны, ещё до того как они были формально определены[2]. Для этих пространств он доказал теорему о расщеплении.

## Признание и память
- Премия Погорелова[укр.], 2007.